# Saint-Lizier
Saint-Lizier é uma comuna francesa na região administrativa de Occitânia, no departamento de Ariège. Estende-se por uma área de 9,01 km². Em 2010 a comuna tinha 1 388 habitantes (densidade: 154,1 hab./km²).
Pertence à rede das As mais belas aldeias de França.